# Montseveroux
Montseveroux är en kommun i departementet Isère i regionen Auvergne-Rhône-Alpes i sydöstra Frankrike. Kommunen ligger i kantonen Beaurepaire som tillhör arrondissementet Vienne. År 2022 hade Montseveroux 998 invånare.

## Befolkningsutveckling
Antalet invånare i kommunen Montseveroux
Referens:INSEE